# II. Amenhotep
II. Amenhotep (uralkodói nevén Aaheperuré; i. e. 1446 körül, ur.: kb. i. e. 1428 – i. e. 1401) az ókori egyiptomi XVIII. dinasztia hetedik fáraója. Apjától, a nagy hódító fáraótól, III. Thotmesztől hatalmas birodalmat örökölt, melyet több évtizedes uralkodása alatt sikerrel megőrzött és kormányzott. Hadjáratok és nagyszabású építkezések tekintetében is édesapja méltó utódja volt, kortársai elismerését azonban főleg erejével és ügyességével vívta ki: kiemelkedő íjászi képessége, melyet számos helyen megörökíttetett, ihlethette több száz évvel később az Iliasz egyik jelenetét.

## Családi háttere
III. Thotmesz és Meritré-Hatsepszut hat ismert gyermekének és két fiának egyike volt. Négy további (fél)testvére ismert, közülük Amenemhat volt a trónörökös, de ő még apjuk halála előtt meghalt.
Memphiszben, az északi fővárosban nevelkedett. A Nagy Szfinxnél felállított sztéléje arról tanúskodik, hogy a herceg ügyes harcos volt, képes volt harci kocsin vágtatva céltáblákat átlőni. Erről thébai felirata és kis szkarabeuszok feliratai is megemlékeznek. Lehetséges, hogy innen ered az Iliaszban annak a jelenetnek a leírása, ahol Akhilleusz egész sor céltáblát lő át. Azt is feljegyezték, hogy Amenhotep hatszor olyan gyorsan volt képes evezni, mint bárki más, de ez lehet, hogy csak túlzás.
Apja a dinasztia leghosszabb ideig uralkodó fáraója volt – 54 évig ült a trónon, ebből huszonegy éven át társuralkodóként mostohaanyjával, Hatsepszuttal. Uralkodása 46. vagy 47. évében megkezdődött Hatsepszut nevének és képmásainak eltüntetése az épületekről és feliratokról. Ennek befejezése már II. Amenhotepre maradt.

## Uralkodása
III. Thotmesz uralkodása 51. évében társuralkodóként maga mellé vette fiát. A Szfinxnél elhelyezett sztélére feljegyezték, hogy Amenhotep ekkor 18 éves volt. Két évig és négy hónapig uralkodtak együtt, utána az idősebbik fáraó elhunyt.

### Hadjáratai
A korábban meghódított területek Amenhotep trónra lépése után rögtön lázadozni kezdtek. Szíriába több hadjáratot is indított a fáraó. Amadában, Karnakban és Memphiszben felállított sztéléi is beszámolnak hadjáratairól. Némi vita van akörül, mikor zajlottak hadjáratai; a másodikról tudni, hogy a 9. évben, de hogy az első a 3. évben volt-e, vagy a 7.-ben, nem tudni, de valószínű, hogy mindkettőben volt egy. Amadai sztéléjén a 7. évben lezajlott hadjáratát nevezi az elsőnek, de lehet, hogy azért, mert az azt megelőzőre, a 3. évben, akkor került sor, amikor még csak társuralkodó volt.

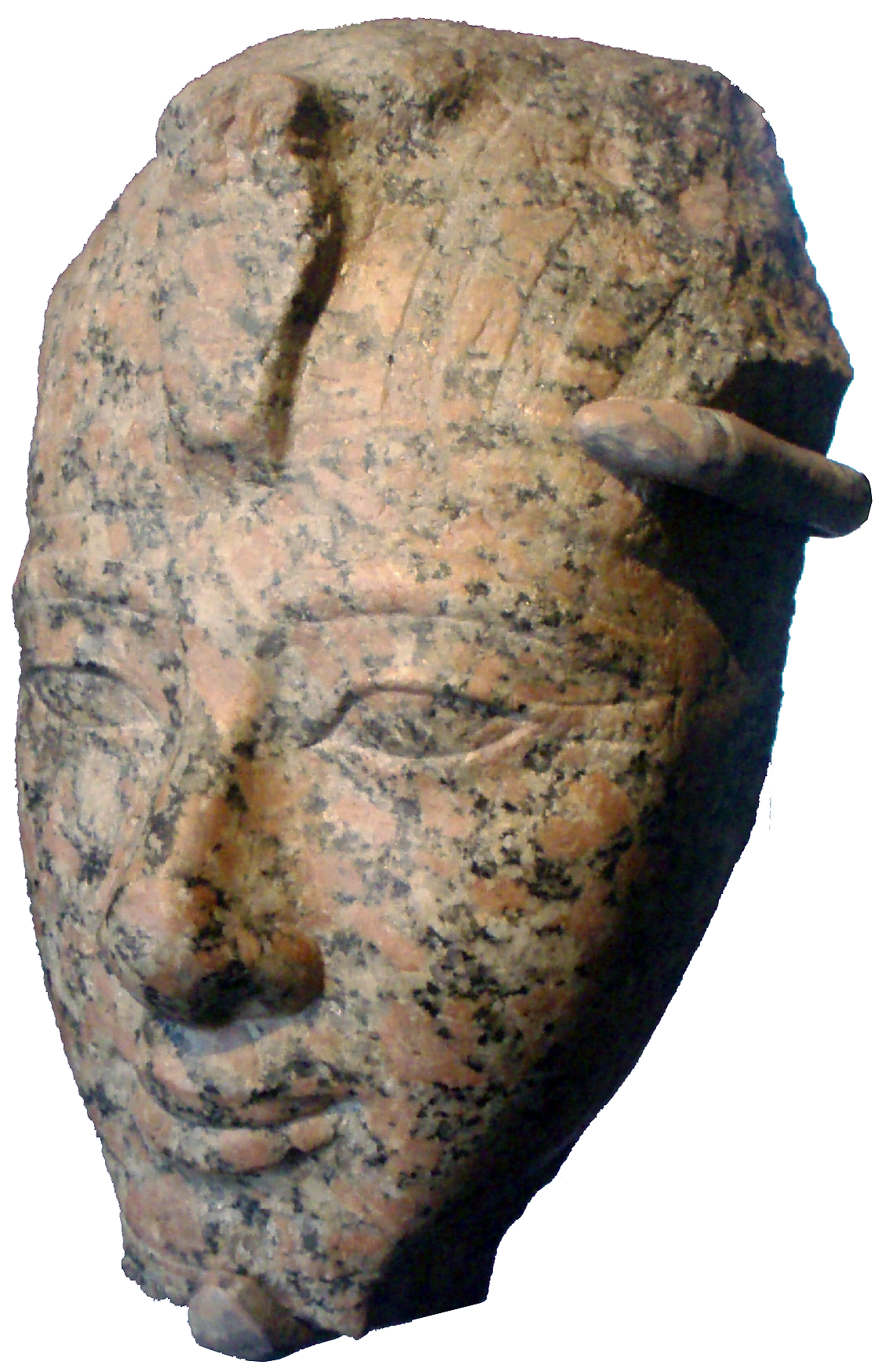
Amenhotep szobra

Első hadjárata során a Kádestől délre eső területeken 30 elszakadt helységet csatolt vissza Egyiptomhoz. Ahogy Amenemheb írja thébai sírjában (TT85), Teheszi városánál a fáraó hét fejedelmet ölt meg, holttestüket a visszafelé vezető úton hajója orráról lógatta le, Egyiptomba érve pedig kifüggesztette a városfalakra – hatot Thébában, egyet pedig a núbiai Napatában, elrettentésképpen. Első hadjárata jelentős zsákmánnyal járt: 6800 deben (kb. 745 kg) aranyat, 500 000 deben (kb. 227 tonna) rezet, 210 lovat és 300 kocsit szereztek, és 550 lovaskatonát ejtettek fogságba.
A 7. évben Szíriában újra lázadás tört ki, feltehetőleg Mitanni bátorította őket. Ez a hadjárat valószínűleg nem járt nagyobb sikerrel, és feliratain Amenhotep még csak nem is említi Mitannit, csak az általánosabb értelmű „ázsiaiak” (setjetyu) néven utal ellenségére, így lehetséges, hogy legyőzték seregeit.
A 9. évben zajlott a fáraó utolsó hadjárata. Ezt követően Egyiptom és Mitanni közt nem került sor több összecsapásra, a memphiszi sztélén olvasható szöveg vége például már arról számol be, hogy Mitanni, Hatti és Babilon fejedelmei ajándékot hoztak a fáraónak. Babilonnal már korábban is jó volt a kapcsolat, Mitanninak azonban ez az első békével kapcsolatos említése. A szöveg lehetséges, hogy csak propagandaszöveg, a karnaki 4. és 5. pülón közti thotmeszida oszlopcsarnokban azonban ismét ott szerepel a feliratokon, hogy Mitanni fejedelmei békét akartak kötni. Valószínű, hogy a Hettita Birodalom növekvő befolyása késztette Mitannit arra, hogy megegyezzen Egyiptommal.

### Építkezései

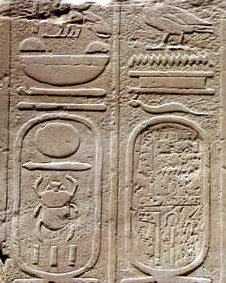
Amenhotep kártusa Karnakban

A karnaki templomot már apja idejében, illetve társuralkodásuk alatt is jelentősen bővítették. Itt igyekeztek saját építményeikkel eltakarni azokat, amelyeket Hatsepszut emeltetett. Szintén kettejük közös uralkodása alatt épült az alsó-núbiai amadai templom Ámon és Ré-Harahti tiszteletére.
A gízai Szfinx kultusza népszerű volt ebben az időben, és hozzá kapcsolódott a királyi ősök kultusza is. II. Amenhotep már uralkodása első évében emelt egy kis templomot a Szfinxnél, egy korábbi, az óbirodalom idején épített templom mellé. A templom, melyet a szfinxszel azonosított napisten, Hóremahet tiszteletére emeltek, mára elpusztult.
Szintén nem maradt fenn Gurnában épített temploma, köveit már az ókorban széthordták. Ezt a templomot négy oldalról oszlopos folyosó vette körül; a mai Ramesszeumtól északra állt.
A második kataraktát őrző Buhenben Amenhotep Ízisznek és Minnek szentelt templomot épített, feltehetőleg egy korábbi, I. Jahmesz korabeli templom helyén.
Amenhotep helyreállítási és bővítési munkálatokat végzett több, mások által emelt templomon is (Ombosz, Széth temploma, El-Tód, Montu bárkaszentélye, Neheb, Thot temploma. Medamudnál, Karnaktól 8 kilométerre északra egy Montu-templomot emelt; a későbbiekben ide út vezetett Montu karnaki szentélykörzetéből. Építkezett az Argo-szigeten, Szaisznál, Uronarti és Kumma erődjeiben, Kaszr Ibrimnél (festett sziklaszentély), a Szehel-szigeten, Elephantiné szigetén, Gebel Tingarnál, Gebel esz-Szilszilénél, Armantnál, Denderában és Héliopoliszban is.
Közelgő szed-ünnepe megünneplésére egy ünnepi pavilont építtetett Karnakban. Ez a négyszögletes oszlopokkal és domborműves falakkal körülvett udvar a déli bejárat, a 8. pülón előtt állt, gyakorlatilag új bejáratot képezve a templomhoz. Díszítésében erős jelleget kapnak a szoláris motívumok. Ezt az épületet később, Horemheb uralkodása alatt a templom bővítési munkálatai során elbontották. Karnak északi részén Amenhotep templomot épített Ámonnak, bár ezt a templomkörzet később Montu körzete lett.

### Családja

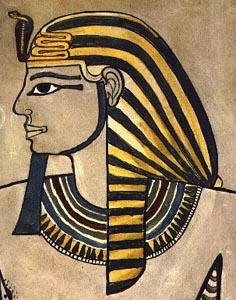
Amenhotep a sírjában

II. Amenhotep uralkodása alatt a királyi család nőtagjai szokatlan módon a háttérbe szorulnak, ennek oka talán abban keresendő, hogy nem akarták, hogy a királyi család valamelyik nőtagja akkora hatalomra tegyen szert, mint Hatsepszut. Ez okozhatta azt is, hogy mind III. Thotmesz, mind II. Amenhotep a királyi családon kívülről házasodtak.
II. Amenhotep idején a nagy királyi hitves szerepét anyja, Meritré töltötte be. Feleségei közül egyedül Tiaa neve ismert, az övé is csak azért, mert ő volt a következő fáraó, IV. Thotmesz anyja (Tiaa a nagy királyi hitvesi címet is csak utólag, fia uralkodása alatt kapta meg).
A fáraónak számos fia ismert utódján, Thotmeszen kívül: Amenhotep herceg, Ptah papja nevét egy papiruszon említik, a gyermekként elhunyt Webenszenu herceget apja sírjába temették, Nedzsem herceget pedig Webenszenuval együtt említik Minmosze hivatalnok egy szobrán.
Jahmesz herceg és főpap, valamint Amenemopet herceg fennmaradt emlékei (egy szobor és két sztélé) stílusa alapján erre az időszakra datálható, Haemuaszet nevét két rövid kurziv falfelirat említi II. Amenhotep nevével együtt, így feltehetőleg ők is Amenhotep fiai voltak. Aheperuré és Aheper[ka?]ré neve Hekaresu és Hekaerneheh, a királyi hercegek nevelői sírjában maradt fenn, lehetséges, hogy a kettő ugyanaz a személy, az is lehet, hogy IV. Thotmesz fia(i) volt(ak).
Emellett a nagyszámú fiúutód mellett egy leánygyermeket sikerült azonosítani, Iaret hercegnőt, és az ő neve is csak testvére, Thotmesz uralkodása alatt fordul elő, akinek az egyik Nagy Királyi Hitvese volt.

## Sírja és múmiája

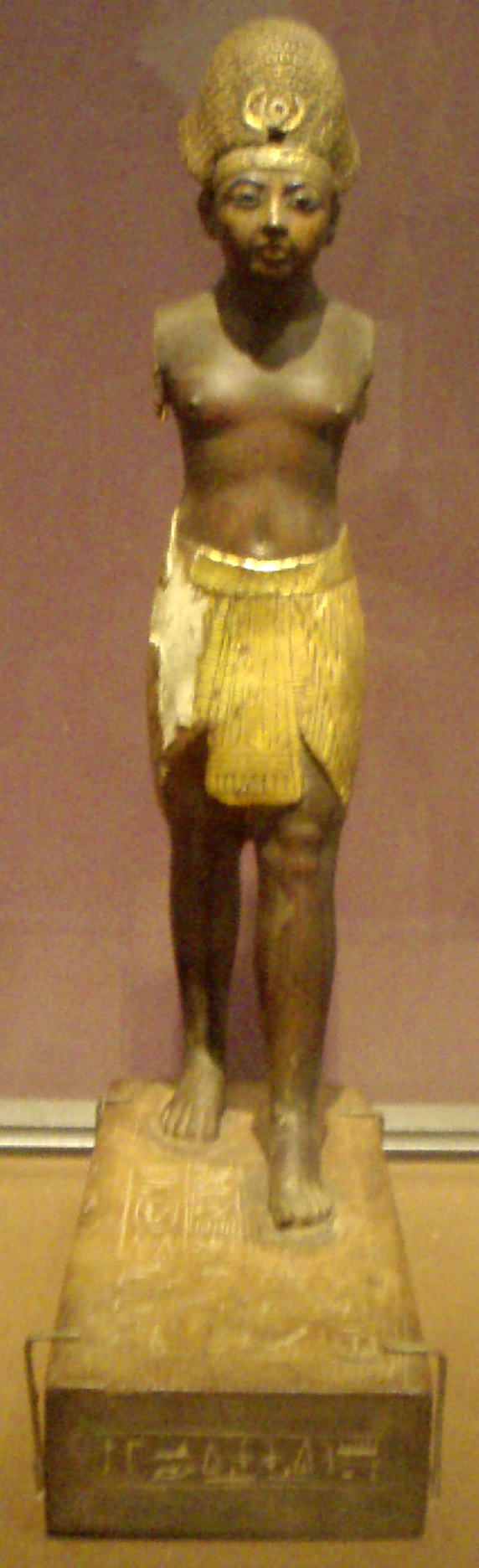
Amenhotep szobra

Amenhotep legmagasabb ismert uralkodási éve a 26. Sírját (KV35) a Királyok völgyében készíttette el; ez a völgy egyik legszebb sírja. Tutanhamon sírjának felfedezése előtt ez volt az egyetlen királysír, ahol a fáraót a saját szarkofágjában találták meg, sértetlenül, nyakában mimózafüzérrel.
A sírt már az ókorban kifosztották, de a XXI. dinasztia alatt, I. Pinodzsem idején rendbehozták, és számos más királyi múmiát is idehoztak a sírrablók elől: IV. Thotmesz, III. Amenhotep, Merenptah, II. Széthi, Sziptah, Széthnaht, IV. Ramszesz, V. Ramszesz és VI. Ramszesz testét.
Amenhotep sírja több mindenben hasonlít III. Thotmeszéhez, szerkezetében és díszítésében is. Két lépcsősor és folyosó vezet le egy aknához, ahonnan a folyosó tengelyére merőlegesen nyílik egy előcsarnok, melyet egy harmadik folyosó köt össze egy hatoszlopos csarnokkal. Ebből nyílik három mellékkamra és a sírkamra, melynek szintén van egy mellékkamrája. A sírkamrában állt a fáraó vöröskvarcit szarkofágja.
Díszítésében újítás, hogy a fáraó szertartásokat végez el Ozirisz, Anubisz és Hathor előtt. A sírkamrában kurzív hieroglif írással az Amduat könyve teljes szövege szerepel a hozzá tartozó képekkel, a mennyezet díszítése a hagyományos kék alapon aranycsillagos.
A sírt 1898-ban fedezte fel Victor Loret. 1928-ig itt volt kiállítva a múmia, majd a kairói Egyiptomi Múzeumba szállították. A sírkamrából nyíló elfalazott mellékkamrában Loret megtalálta a XXI. dinasztia idején a sírrablók elől ideszállított kilenc királyi múmiát. Egy másik mellékkamrában hét további múmiára bukkant, köztük a király anyja, Meritré, illetve a gyermekként elhunyt Webenszenu herceg múmiájára.

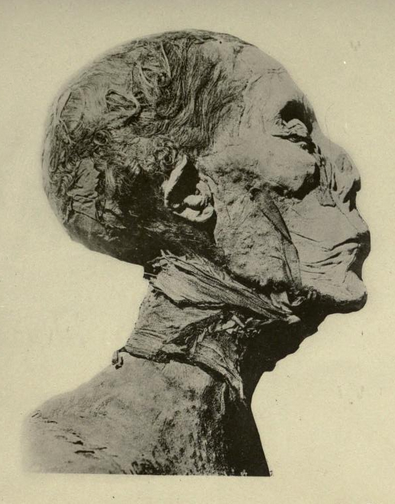
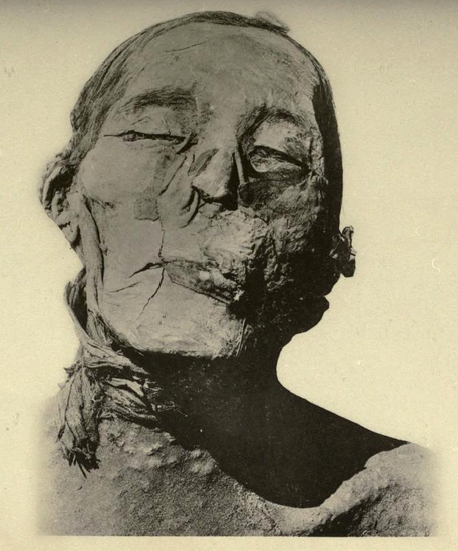
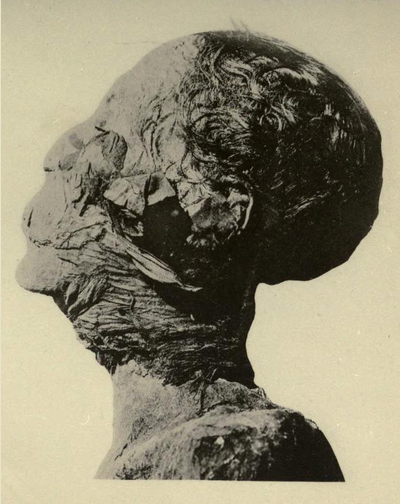

## Név, titulatúra
A fáraók titulatúrájának magyarázatát és történetét lásd az Ötelemű titulatúra szócikkben.
| G5 |

| G5 |

| E2 · D40 | G36 · r | F9 · F9 |

| E2 · D40 | G36 · r | F9 · F9 |

| E2 · D40 | G36 · r | F9 · F9 |

| E2 · D40 | G36 · r | F9 · F9 |

| G5 |

| G5 |

| E2 · D40 | G36 · r | F9 · F9 |

| E2 · D40 | G36 · r | F9 · F9 |

| E2 · D40 | G36 · r | F9 · F9 |

| E2 · D40 | G36 · r | F9 · F9 |

| G16 |

| G16 |

| wsr | s | f · F40 | G43 | s | N28 · D36 | m | R19 | t · O49 |

| wsr | s | f · F40 | G43 | s | N28 · D36 | m | R19 | t · O49 |

| G16 |

| G16 |

| wsr | s | f · F40 | G43 | s | N28 · D36 | m | R19 | t · O49 |

| wsr | s | f · F40 | G43 | s | N28 · D36 | m | R19 | t · O49 |

| G8 |

| G8 |

| V15 | t · D44 | S42 | m | Z1 · f | m | N17 · N17 · N17 · V30 | Z3 |

| V15 | t · D44 | S42 | m | Z1 · f | m | N17 · N17 · N17 · V30 | Z3 |

| G8 |

| G8 |

| V15 | t · D44 | S42 | m | Z1 · f | m | N17 · N17 · N17 · V30 | Z3 |

| V15 | t · D44 | S42 | m | Z1 · f | m | N17 · N17 · N17 · V30 | Z3 |

| M23 | L2 |

| M23 | L2 |

| N5 | O29 | L1 | Z3 |

| N5 | O29 | L1 | Z3 |

| N5 | O29 | L1 | Z3 |

| N5 | O29 | L1 | Z3 |

| N5 | O29 | L1 | Z3 |

| N5 | O29 | L1 | Z3 |

| N5 | O29 | L1 | Z3 |

| N5 | O29 | L1 | Z3 |

| M23 | L2 |

| M23 | L2 |

| N5 | O29 | L1 | Z3 |

| N5 | O29 | L1 | Z3 |

| N5 | O29 | L1 | Z3 |

| N5 | O29 | L1 | Z3 |

| N5 | O29 | L1 | Z3 |

| N5 | O29 | L1 | Z3 |

| N5 | O29 | L1 | Z3 |

| N5 | O29 | L1 | Z3 |

| G39 | N5 | \| \| |
|     |    |       |

|  |

| G39 | N5 | \| \| |
|     |    |       |

|  |

| i | mn · n | R4 | S38 | O28 |

| i | mn · n | R4 | S38 | O28 |

| i | mn · n | R4 | S38 | O28 |

| i | mn · n | R4 | S38 | O28 |

| i | mn · n | R4 | S38 | O28 |

| i | mn · n | R4 | S38 | O28 |

| i | mn · n | R4 | S38 | O28 |

| i | mn · n | R4 | S38 | O28 |

| G39 | N5 | \| \| |
|     |    |       |

|  |

| G39 | N5 | \| \| |
|     |    |       |

|  |

| i | mn · n | R4 | S38 | O28 |

| i | mn · n | R4 | S38 | O28 |

| i | mn · n | R4 | S38 | O28 |

| i | mn · n | R4 | S38 | O28 |

| i | mn · n | R4 | S38 | O28 |

| i | mn · n | R4 | S38 | O28 |

| i | mn · n | R4 | S38 | O28 |

| i | mn · n | R4 | S38 | O28 |